# Grover Krantz
Pour les articles homonymes, voir Krantz.
Grover Sanders Krantz (5 novembre 1931 - 14 février 2002) est un anthropologue et cryptozoologiste américain, l'un des rares scientifiques à non seulement mener des recherches sur le Bigfoot mais aussi à exprimer sa croyance en l'existence de l'animal.
Durant sa carrière professionnelle, Krantz a écrit plus de 60 articles académiques et 10 livres sur l'évolution humaine, et a mené des recherches sur le terrain en Europe, en Chine et à Java,.
En dehors ses études formelles en anthropologie évolutionniste et en primatologie, ses recherches cryptozoologiques sur le Bigfoot ont attiré de vives critiques et des accusations de fringe science (« science marginale ») de la part de ses collègues, lui coûtant des bourses de recherche et des promotions, et retardant sa tenure (« titularisation ») à l'université,. De plus, ses articles sur le sujet étaient rejetés par des revues à comité de lecture.
Cependant, Krantz était tenace dans son travail et était souvent attiré par des sujets controversés, tels que les restes de l'Homme de Kennewick, plaidant pour leur préservation et leur étude. Il a été décrit comme ayant été le « seul scientifique » et « l'unique professionnel » à prendre l'hypothèse du Bigfoot au sérieux en son temps, dans un domaine largement dominé par les naturalistes amateurs,.
Il a donné son corps à la science, à la condition qu'il reste avec son chien. Leurs deux squelettes sont donc exposés ensemble au musée national d'histoire naturelle des États-Unis,.

## Biographie

### Famille et formation
Grover Krantz naît à Salt Lake City de Carl Victor Emmanuel Krantz et Esther Maria (née Sanders) Krantz. Ses parents sont de pieux saints des derniers jours (souvent appelés mormons), et tandis que Krantz essaye de suivre les bases de la philosophie chrétienne du comportement et de la moralité, il n'est pas actif dans la religion,.
Il grandit à Rockford, dans l'Illinois jusqu'à l'âge de 10 ans, lorsque sa famille déménage dans l'Utah. Il étudie à l'université de l'Utah pendant un an à partir de 1949 avant de rejoindre la Garde nationale aérienne, dans laquelle il sert comme instructeur de survie dans le désert à Clovis, Nouveau-Mexique de 1951 à 1952. Il est ensuite transféré à l'Université de Californie à Berkeley où il obtient un Baccalauréat ès sciences en 1955 puis un Master en 1958. Avec la soumission de sa thèse de doctorat, intitulée The Origins of Man (« Les origines de l'Homme »), il obtient son doctorat en anthropologie de l'Université du Minnesota en 1971.

### Carrière professionnelle

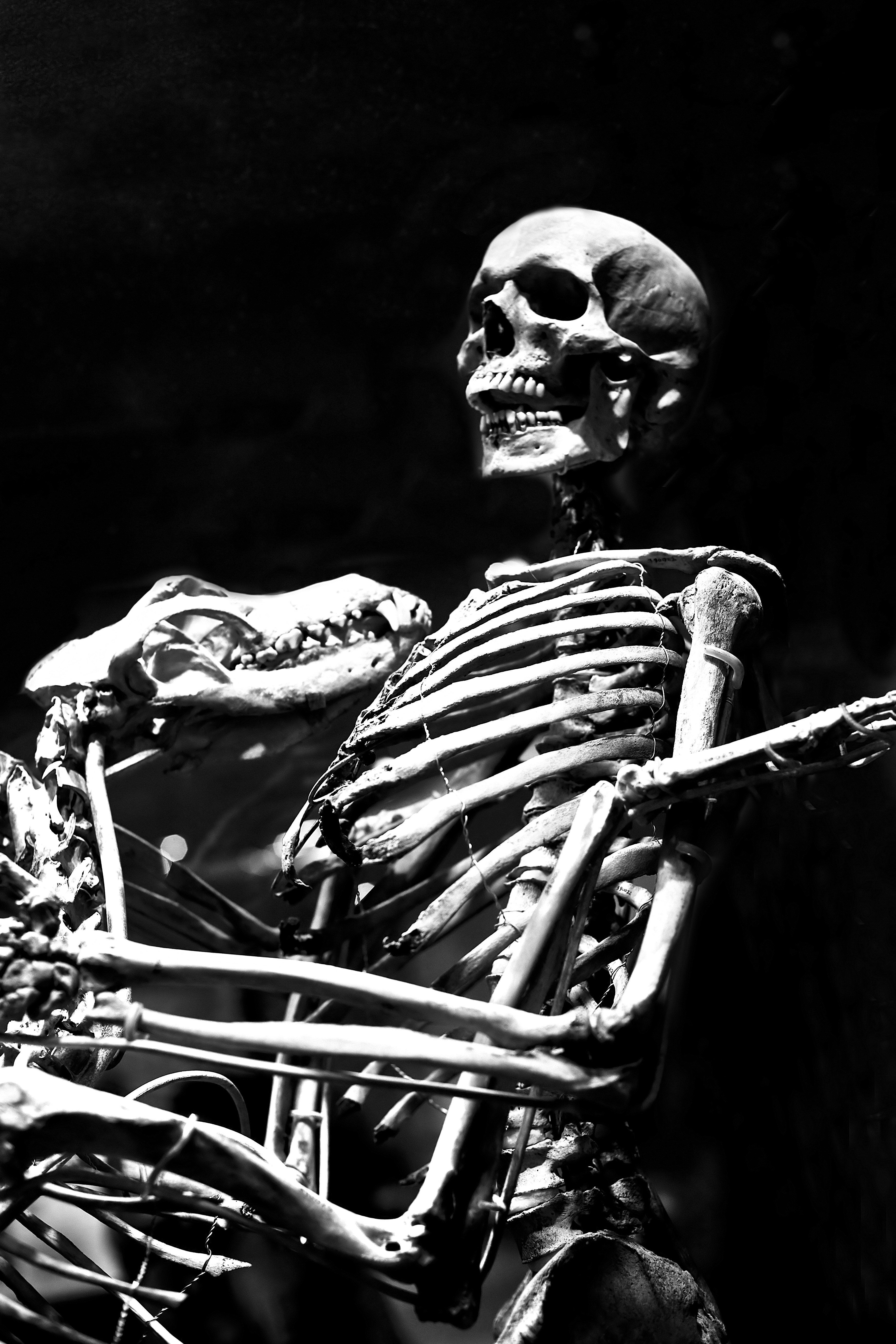
Squelettes de Grover Krantz et de son chien, Clyde, au Smithsonian Museum.

Au début des années 1960, Grover Krantz a travaillé comme technicien au Phoebe A. Hearst Museum of Anthropology à Berkeley, avant d'obtenir un poste d'enseignant à temps plein à l'Université d'État de Washington, où il a enseigné de 1968 jusqu'à sa retraite en 1998,,. Krantz était un professeur populaire malgré ses sujets d'examens réputés difficiles, et il déjeunait souvent avec des étudiants en discutant d'anthropologie, de théorie unifiée des champs en physique, d'histoire militaire et de l'actualité. Après sa mort, une bourse portant le nom de Krantz a été créée à l'Université pour promouvoir « l'intérêt pour les domaines de l'anthropologie physique/biologique, de l'archéologie linguistique et/ou de la démographie humaine ».
Dans les années 1970, Krantz a étudié les restes fossiles de Sivapithèque, un genre éteint de primates alors considéré par de nombreux anthropologues comme ancêtre des humains, bien que Krantz ait aidé à démontrer que cette idée était fausse. Krantz a mené des recherches approfondies sur l'Homo erectus, y compris des études sur la parole phonémique et les comportements de chasse théoriques, et arguait que cela expliquait de nombreuses différences anatomiques entre H. erectus et les humains modernes. Il a également écrit un article influent sur l'émergence des humains dans l'Europe préhistorique et le développement des langues indo-européennes, et a été le premier chercheur à expliquer la fonction du processus mastoïde. Son travail professionnel était varié, incluant la recherche sur le développement d'outils de pierre paléolithiques, la taxonomie et la culture néandertaliennes, l'extinction quaternaire, les changements du niveau de la mer, et le sexe dans le registre fossile humain.
En 1996, Krantz a été entraîné dans la controverse de l'Homme de Kennewick, arguant à la fois dans les milieux universitaires et devant les tribunaux que sa lignée directe vers les populations humaines existantes ne pouvait être démontrée. Dans une interview parue dans The New Yorker, Krantz a déclaré que « this skeleton cannot be racially or culturally associated with any existing American Indian group (« ce squelette ne peut être racialement ou culturellement associé à aucun groupe amérindien existant ») » et que « the Native Repatriation Act [sic] has no more applicability to this skeleton than it would if an early Chinese expedition had left one of its members there. (« le Native Repatriation Act [sic] n'a pas plus d'applicabilité à ce squelette que si une première expédition chinoise avait laissé un de ses membres là-bas ») ». En 2001, il a tenté de soumettre le dernier article rédigé avant sa mort, intitulé Neanderthal Continuity in View of Some Overlooked Data (« La continuité néandertalienne à la lumière de certaines données négligées ») à la revue Current Anthropology (en), mais celui-ci a été rejeté, le rédacteur en chef de la revue déclarant que l'article ne faisait pas suffisamment référence à la recherche la plus récente.

### Recherche sur le Bigfoot
La spécialité de Krantz en tant qu'anthropologue incluait tous les aspects de l'évolution humaine, mais il était surtout connu en dehors du milieu universitaire en tant que premier chercheur sérieux à consacrer ses énergies professionnelles à l'étude scientifique du Bigfoot, dès 1963. Parce que ses recherches en cryptozoologie étaient ignorées par les scientifiques conventionnels en dépit de sa réputation académique, afin de trouver un public Krantz a publié de nombreux livres destinés aux lecteurs non professionnels et est également apparu fréquemment dans les documentaires télévisés, dont Arthur C. Clarke's Mysterious World, In Search of..., et Sasquatch: Legend Meets Science.
Ses études du Bigfoot, qu'il appelait « Sasquatch » (une anglicisation du mot sásq'ets (IPA : [ˈsæsqʼəts]), qui signifie « homme sauvage » en Halkomelem) le poussent à croire à la réalité de la créature. Il a émis l'hypothèse que les observations étaient dues à de petites poches de gigantopithèques qui auraient survécu, la population progénitrice ayant migré à travers le pont terrestre de Béring, qui a ensuite été utilisé par les humains pour atteindre l'Amérique du Nord. (Le gigantopithèque vivait aux côtés des humains mais aurait disparu il y a 100 000 ans en Asie de l'Est, tandis que le pont terrestre de Béring existait entre 135 000 et 70 000 ans avant notre ère.)
En janvier 1985, Krantz a tenté de nommer le Bigfoot officiellement en présentant un article à la réunion de la International Society of Cryptozoology (« La société internationale de cryptozoologie ») tenue à Sussex, en lui attribuant le binomen Gigantopithecus blacki, bien que cela n'ait pas été autorisé par la Commission internationale de nomenclature zoologique parce que G. blacki était un taxon déjà existant et parce que la créature n'avait pas d'holotype,. Krantz a fait valoir que ses moulages en plâtre étaient des holotypes appropriés, suggérant plus tard G. canadensis comme nom. Krantz a ensuite essayé de faire publier son article, intitulé A Species Named from Footprints (« Une espèce nommée à partir d'empreintes de pas »), dans une revue universitaire, mais celui-ci a été rejeté par le comité de relecture.
Après avoir vu des images fixes du film de Patterson–Gimlin affiché sur la couverture d'Argosy de février 1968, Krantz était sceptique, croyant que le film était un canular élaboré, disant it looked to me like someone wearing a gorilla suit (« pour moi cela avait l'air de quelqu'un qui porte un costume de gorille ») et I gave Sasquatch only a 10 percent chance of being real (« je n'ai donné au Sasquatch que 10 % de chance d'être réel ») Après des années de scepticisme, Krantz est finalement devenu convaincu de l'existence du Bigfoot après avoir analysé les moulages en plâtre "Cripplefoot" collectés à Bossburg, Washington en décembre 1969. Krantz a ensuite étudié le film Patterson–Gimlin dans son intégralité, et après avoir remarqué la démarche particulière de la créature et ses prétendues caractéristiques anatomiques, comme la flexion des muscles des jambes, il a changé d'avis et s'est fait avocat de son authenticité. À Bossburg, il a également rencontré John Willison Green et les deux sont restés amis jusqu'à la mort de Krantz.
Les traces de Cripplefoot, laissées dans la neige, auraient montré des crêtes dermiques microscopiques (empreintes digitales) et des blessures provisoirement identifiées comme pied bot par le primatologue John Napier. Krantz a demandé au professeur néerlandais A.G. de Wilde de l'Université de Groningen d'examiner les empreintes, qui a conclu qu'elles ne provenaient « pas d'un objet mort avec des crêtes, mais d'un objet vivant capable d'écarter ses orteils ». Krantz a également tenté de demander au FBI et à Scotland Yard d'étudier les motifs des crêtes dermiques, et le célèbre expert en empreintes digitales John Berry, un éditeur de la revue Fingerprint Whorld, a dit que Scotland Yard avait conclu que les empreintes étaient « probablement réelles ». À sa grande déception, son article de 1983 dans la revue Cryptozoology, intitulé Anatomy and Dermatoglyphics of Three Sasquatch Footprints (« Anatomie et dermatoglyphes de trois empreintes de sasquatch ») fut largement ignoré.
Après avoir construit des modèles biomécaniques des moulages du Cripplefoot en calculant leur distance, leur effet de levier, leur dynamique et distribution de poids, et en comparant les données à la base du talon, de la cheville et des orteils de l'empreinte, Krantz a conclu que les empreintes de pas avaient été laissées par un animal d'environ 2,44 m de haut et pesant environ 363 kg. Les détails morphologiques du plâtre, en particulier les impressions du muscle de l'éminence thénar, ont également aidé à convaincre Krantz, qui affirmait qu'un canular « nécessiterait que quelqu'un connaissant bien l'anatomie de la main humaine fasse le lien entre un pouce non-opposable et une absence de l'éminence thénar »,. Cela a abouti à la première publication de Krantz sur le sujet du Bigfoot, avec son article Sasquatch Handprints (« Empreintes de main du Sasquatch ») paraissant dans la revue North American Research Notes en 1971.
Peu avant sa mort, Krantz a également examiné le moulage de Skookum. Il n'a pas publiquement soutenu son authenticité, déclarant dans une interview au magazine Outside : I don't know what it is. I'm baffled. Elk. Sasquatch. That's the choice. (« J'ignore ce que c'est. Je suis déconcerté. Un élan. Sasquatch. C'est le choix. »)

### Vie privée et décès
Grover Krantz avait un frère, Victor Krantz, qui travaillait comme photographe à la Smithsonian Institution. Krantz s'est marié quatre fois et a divorcé trois fois. Sa première femme était Patricia Howland, qu'il épousa en 1953 ; il a ensuite été marié à Joan Brandson en 1959 et Evelyn Einstein en 1964. Son quatrième mariage, avec Diane Horton, a été célébré le 5 novembre 1982.
Krantz était un passionné de route et faisait fréquemment des road trips, voyageant dans les 48 États continentaux. En 1984, il a obtenu un score élevé au Miller Analogies Test, à la suite de quoi il a été accepté dans deux sociétés à QI élevé : Intertel et Mensa,. Le 3 mars 1987, Krantz a débattu avec Duane Gish sur le thème du créationnisme et de l'évolution à l'Université de l'État de Washington ; le débat de trois heures, très médiatisé, a réuni plus de 1 000 personnes,.
Le jour de la Saint-Valentin 2002, Krantz est décédé à son domicile de Port Angeles, Washington, d'un cancer du pancréas après une lutte de huit mois contre la maladie,,,. À sa demande, il n'y a pas eu de funérailles. Au lieu de cela, son corps a été expédié à la ferme des corps du centre de recherche anthropologique de l'Université du Tennessee, où les scientifiques étudient les taux de décomposition humaine pour faciliter les enquêtes médico-légales. En 2003, son squelette est arrivé au Musée national d'histoire naturelle du Smithsonian et a été déposé dans un cabinet vert, aux côtés des ossements de ses trois Irish Wolfhounds préférés — Clyde, Icky et Yahoo — conformément à ses dernières volontés (voir "Épilogue" par Dave Hunt du Smithsonian dans Only A Dog).
En 2009, le squelette de Krantz a été minutieusement remonté et, avec celui d'un de ses chiens, ajouté à l'exposition "Written in Bone: Forensic Files of the 17th Century Chesapeake" du Smithsonian au Musée national d'histoire naturelle. Ses os ont également été utilisés pour enseigner la médecine légale et l'ostéologie avancée aux étudiants de l'Université George Washington.

## Publications (sélection)
Les ouvrages sans rapport avec le Sasquatch comprennent :
- (en) Climatic Races and Descent Groups, North Quincy, MA, Christopher Publishing House, 1980 (ISBN 978-0-8158-0390-4)
- (en) The Process of Human Evolution, Cambridge, MA, Schenkman Publishing, 1981 (ISBN 978-0-87073-348-2)
- (en) Geographical Development of European Languages, New York, NY, Peter Lang Publishing, 1988 (ISBN 978-0-8204-0800-2)
- (en) Only A Dog, Hong Kong, William Meacham, 2008 (ISBN 978-988-17-3241-5)
- De nombreux articles scientifiques, publiés dans Current Anthropology, American Anthropologist, American Journal of Physical Anthropology, American Journal of Archaeology, American Antiquity, et autres revues.

Parmi ses travaux sur le Sasquatch figurent :
- (en) The Scientist Looks at the Sasquatch  (avec l'anthropologue Roderick Sprague), Moscow, University Press of Idaho, 1977 (ISBN 978-0-89301-044-7)
- (en) The Scientist Looks at the Sasquatch II  (également avec l'anthropologue Roderick Sprague), Moscow, University Press of Idaho, 1979 (ISBN 978-0-89301-061-4)
- (en) The Sasquatch and Other Unknown Hominoids  (avec l'archéologue Vladimir Markotić), Calgary, Western Publishing, 1984 (ISBN 978-0-919119-10-9)
- (en) Big Footprints: A Scientific Inquiry Into the Reality of Sasquatch, Boulder, CO, Johnson Books, 1992 (ISBN 978-1-55566-099-4)
- (en) Bigfoot Sasquatch Evidence, Surrey, BC, Hancock House, 1999 (ISBN 978-0-88839-447-7)
- De nombreux articles de recherche, publiés dans Northwest Anthropological Research Notes, Cryptozoology, et autres revues.